# Star Wars Rogue Squadron II: Rogue Leader
Star Wars Rogue Squadron II: Rogue Leader släpptes till Nintendo Gamecube 2001, och är ett TV-spel med Star Wars-tema. Spelet är främst baserat på de tre filmerna från sent 1970-tal-tidigt 1980-tal.

### Fotnoter
1. ↑  Henrik Rudin (3 september 2001). ”Nintendo slår knock på blek spelmässa”. Aftonbladet. http://www.aftonbladet.se/nojesbladet/article10229856.ab. Läst 5 december 2015.
2. ↑  Western Mail (11 maj 2002). ”Star Wars Rogue Squadron II: Rogue Leader” (på engelska). Highbeam. Arkiverad från originalet den 5 december 2015. https://archive.is/20151205175727/https://www.highbeam.com/doc/1G1-93769838.html. Läst 5 december 2015.}